# Hemerobius semblinus
Hemerobius semblinus är en insektsart som beskrevs av Franz Paula von Schrank 1802. Hemerobius semblinus ingår i släktet Hemerobius och familjen florsländor. Inga underarter finns listade i Catalogue of Life.